# Saison 1946-1947 de la LAH
Saison précédente Saison suivante
La saison 1946-1947 de la Ligue américaine de hockey est la onzième saison de la ligue. Dix équipes réparties en deux divisions jouent chacune 64 matchs. Les Barons de Cleveland remportent leur cinquième trophée F.-G.-« Teddy »-Oke et les Bears de Hershey leur première Coupe Calder.

## Changement de franchise
- Les Eagles de New Haven sont renommés en Ramblers de New Haven.
- Les Indians de Springfield renouent avec la compétition dans la division Est.
- Les Rockets de Philadelphie reviennent également dans la ligue et dans la division Est.
- Les Bisons de Buffalo passent de la division Est à la division Ouest.

## Saison régulière

### Classement
| Clt   | Équipe                  | PJ | V  | D  | N  | BP  | BC  | Pts |
| ----- | ----------------------- | -- | -- | -- | -- | --- | --- | --- |
| +001, | Bears de Hershey        | 64 | 36 | 16 | 12 | 276 | 174 | 84  |
| +002, | Indians de Springfield  | 64 | 24 | 29 | 11 | 202 | 220 | 59  |
| +003, | Ramblers de New Haven   | 64 | 23 | 31 | 10 | 199 | 218 | 56  |
| +004, | Reds de Providence      | 64 | 21 | 33 | 10 | 226 | 281 | 52  |
| +005, | Rockets de Philadelphie | 64 | 5  | 52 | 7  | 188 | 400 | 17  |

| Clt   | Équipe                                        | PJ | V  | D  | N  | BP | BC  | Pts |
| ----- | --------------------------------------------- | -- | -- | -- | -- | -- | --- | --- |
| +001, | Barons de Cleveland                           | 64 | 38 | 18 | 8  | 84 | 272 | 215 |
| +002, | Bisons de Buffalo                             | 64 | 36 | 17 | 11 | 83 | 257 | 173 |
| +003, | Hornets de Pittsburgh                         | 64 | 35 | 19 | 10 | 80 | 260 | 188 |
| +004, | Capitals d'Indianapolis                       | 64 | 33 | 18 | 13 | 79 | 285 | 215 |
| +005, | Rockets de Philadelphie Flyers de Saint-Louis | 64 | 17 | 35 | 12 | 46 | 211 | 292 |

- En gras, qualifié pour les séries

### Meilleurs pointeurs
| Joueur            | Équipe                  | PJ | B  | A  | Pts | Pun |
| ----------------- | ----------------------- | -- | -- | -- | --- | --- |
| Phil Hergesheimer | Rockets de Philadelphie | 64 | 48 | 44 | 92  | 20  |
| Bob Carse         | Barons de Cleveland     | 62 | 27 | 61 | 88  | 16  |
| John Holota       | Barons de Cleveland     | 64 | 52 | 35 | 87  | 28  |
| Les Douglas       | Capitals d'Indianapolis | 51 | 26 | 57 | 83  | 26  |
| Cliff Simpson     | Capitals d'Indianapolis | 54 | 42 | 36 | 78  | 28  |
| John Chad         | Reds de Providence      | 63 | 32 | 43 | 75  | 12  |
| Pete Leswick      | Barons de Cleveland     | 64 | 32 | 41 | 73  | 35  |
| Frank Mario       | Bears de Hershey        | 64 | 24 | 47 | 71  | 65  |

## Séries éliminatoires
Les trois premiers de chaque division sont qualifiés. Les matchs des séries sont organisés ainsi :
- Les vainqueurs de chaque division s'affrontent au meilleur des sept matchs, le vainqueur accède directement à la finale.
- Les deuxièmes de chaque division s'affrontent au meilleur des trois matchs, les troisièmes font de même. Les vainqueurs s'affrontent au meilleur des trois matchs. Le vainqueur accède à la finale.
- La finale se joue au meilleur des sept matchs[2].

### Tableau
|  | Tour préliminaire | Tour préliminaire | Tour préliminaire | Tour préliminaire |         |         | Demi-finales | Demi-finales | Demi-finales | Demi-finales |  |  | Finale | Finale | Finale | Finale |
|  |                   |                   |                   |                   |         |         |              |              |              |              |  |  |        |        |        |        |
|  |                   |                   |                   |                   |         |         |              |              |              |              |  |  |        |        |        |        |
|  |                   |                   |                   |                   |         |         |              |              |              |              |  |  |        |        |        |        |
|  | Hershey           | Hershey           | 4                 | 4                 |         |         |              |              |              |              |  |  |        |        |        |        |
|  | Hershey           | Hershey           | 4                 | 4                 |         |         |              |              |              |              |  |  |        |        |        |        |
|  | Cleveland         | Cleveland         | 0                 | 0                 |         |         |              |              |              |              |  |  |        |        |        |        |
|  | Cleveland         | Cleveland         | 0                 | 0                 | Hershey |         |              |              |              |              |  |  |        |        |        |        |
|  |                   |                   |                   |                   |         |         |              |              |              |              |  |  |        |        |        |        |
|  |                   |                   | Laissez-passer    |                   |         |         |              |              |              |              |  |  |        |        |        |        |
|  |                   |                   |                   |                   |         |         |              |              |              |              |  |  |        |        |        |        |
|  |                   |                   |                   |                   |         |         |              |              |              |              |  |  |        |        |        |        |
|  |                   |                   |                   |                   |         |         |              |              |              |              |  |  |        |        |        |        |
|  | Hershey           | Hershey           | 4                 | 4                 |         |         |              |              |              |              |  |  |        |        |        |        |
|  | Hershey           | Hershey           | 4                 | 4                 |         |         |              |              |              |              |  |  |        |        |        |        |
|  |                   |                   | Pittsburgh        | Pittsburgh        | 3       | 3       |              |              |              |              |  |  |        |        |        |        |
|  | Springfield       | Springfield       | Pittsburgh        | Pittsburgh        | 3       | 3       | 0            | 0            |              |              |  |  |        |        |        |        |
|  | Springfield       | Springfield       |                   |                   |         |         |              |              |              |              |  |  |        |        |        |        |
|  | Buffalo           | Buffalo           | 2                 | 2                 |         |         |              |              |              |              |  |  |        |        |        |        |
|  | Buffalo           | Buffalo           | 2                 | 2                 | Buffalo | Buffalo | 0            | 0            |              |              |  |  |        |        |        |        |
|  |                   |                   |                   |                   | Buffalo | Buffalo | 0            | 0            |              |              |  |  |        |        |        |        |
|  |                   |                   | Pittsburgh        | Pittsburgh        | 2       | 2       |              |              |              |              |  |  |        |        |        |        |
|  | New Haven         | New Haven         | Pittsburgh        | Pittsburgh        | 2       | 2       | 1            | 1            |              |              |  |  |        |        |        |        |
|  | New Haven         | New Haven         |                   |                   |         |         |              | 1            |              |              |  |  |        |        |        |        |
|  | Pittsburgh        | Pittsburgh        | 2                 | 2                 |         |         |              |              |              |              |  |  |        |        |        |        |
|  | Pittsburgh        | Pittsburgh        | 2                 | 2                 |         |         |              |              |              |              |  |  |        |        |        |        |
|  |                   |                   |                   |                   |         |         |              |              |              |              |  |  |        |        |        |        |

## Trophées
| Coupe Calder : Vainqueurs de la finale                       | Bears de Hershey    |
| Trophée F.-G.-« Teddy »-Oke : Champions de la division Ouest | Barons de Cleveland |